# Кубок РЖД 2008
Кубок РЖД 2008 года — футбольный турнир, проводимый в честь Дня железнодорожника. Турнир проводится с 2007 года.

## Состав участников
В турнире участвуют четыре клуба: хозяин соревнований — московский «Локомотив», а также три клуба-гранда из ведущих европейских чемпионатов. В Кубке РЖД 2008 года кроме Локомотива в турнире участвовали лондонский «Челси», испанская «Севилья» и «Милан».

## Регламент турнира
Турнир проводится по олимпийской системе: все команды стартуют с полуфинала. По итогам матчей определяются финалисты Кубка и участники матча за 3 место. Победитель турнира получает Кубок — денежного вознаграждения за победу не предусмотрено.

## Место проведения
Все четыре матча Кубка РЖД прошли на стадионе «Локомотив».

## Игровая форма
| Севилья · основная | Севилья · гостевая | Локомотив · основная | Локомотив · резервная | Челси · основная | Челси · гостевая | Милан · основная 1 | Милан · основная 2 |

## Матчи
| 1 августа 2008 1/2 финала | «Милан»                         | 0:1 | «Севилья» | Москва                                                      |
| | 0:1 Дженнаро Гаттузо 48′ (авт.) |     |           | Стадион: Локомотив Зрителей: 15 000 Судья: Станислав Сухина |
| «Милан»: Аббьяти, Оддо (Бонера, 77), Мальдини (Дигау, 46), Каладзе, Дзамбротта (Брокки, 63), Гаттузо (Антонини, 71), Пирло, Амброзини, Зеедорф, Кака (Янкуловски, 46), Палоски (Фавалли, 63). · «Севилья»: Палоп, Конко, Скиллачи (Москера, 79), Прието, Фернандо Наварро, Хесус Навас (Дуда, 89), Мареска, Ромарик, Ренату (Коне, 85), Адриану (Капель, 46), Луис Фабиану. · Амброзини (51'), Гаттузо (56'), Брокки (77') — Хесус Навас (89'). · Брокки (82'). |                                 |     |           |                                                             |

| 1 августа 2008 1/2 финала | «Локомотив»             | 1:1 (5:4 пен.)                                                                    | «Челси»              | Москва                                                     |
| | 1:1 Руслан Камболов 84′ |                                                                                   | 0:1 Майкл Эссьен 25′ | Стадион: Локомотив Зрителей: 15 000 Судья: Массимо Бузакка |
| | Пенальти                |                                                                                   |                      |                                                            |
| Билялетдинов 0:0 · Спахич 1:1 · Глушаков 2:2 · Кочиш 3:3 · Муджири 4:4 · Камболов 5:4 |                         | 0:1 Лэмпард · 1:2 Деку · 2:3 Райт-Филлипс · 3:4 Эссьен · 4:4 Бридж · 5:4 Шевченко |                      |                                                            |
| «Локомотив»: Пелиццоли, Янбаев, Родолфу (Сенников, 81), Спахич, Фининьо (Камболов, 73), Драман (Кочиш, 79), Гуренко, Торбинский (Муджири, 83), Глушаков, Билялетдинов, Траоре (Минченков, 56). · «Челси»: Чех, Паулу Феррейра, Рикарду Карвалью, Терри, Э.Коул (Бридж, 66), Эссьен, Оби Микел (Малуда, 46), Деку, Лэмпард, Д.Коул (Райт-Филлипс, 46), Анелька (Шевченко, 76). · Оби Микел (37'). |                         |                                                                                   |                      |                                                            |

| 3 августа 2008 Матч за 3-е место | «Милан» | 0:5 | «Челси» | Москва                                                   |
| |         |     | 0:1 Фрэнк Лэмпард 3′ · 0:2 Николя Анелька 8′ · 0:3 Николя Анелька 18′ · 0:4 Николя Анелька 51′ · 0:5 Николя Анелька 58′ | Стадион: Локомотив Зрителей: 22 000 Судья: Юрий Баскаков |
| «Милан»: Калац, Шимич (Каладзе, 46), Мальдини (Дигау, 46), Бонера (Палоски, 64), Фавалли (Антонини, 64), Дзамбротта, Фламини, Гаттузо, Пирло, Янкуловски, Амброзини (Зеедорф, 46). · «Челси»: Чех (Кудичини, 72), Иванович (Паулу Феррейра, 61), Терри (Рикарду Карвалью, 61), Алекс, Э.Коул, Райт-Филлипс (Синклер, 78), Оби Микел, Лэмпард, Баллак (Деку, 46), Малуда, Анелька (Шевченко, 66). · Дигау (78'). |         |     | |                                                          |

| 3 августа 2008 Финал | «Локомотив» | 0:3 | «Севилья»                                                      | Москва                                                     |
| |             |     | 0:1 Ромарик 3′ · 0:2 Аруна Коне 23′ · 0:3 Эрнесто Чевантон 82′ | Стадион: Локомотив Зрителей: 20 000 Судья: Массимо Бузакка |
| «Локомотив»: Пелиццоли, Маминов (Глушаков, 61), Муджири (Торбинский, 46), Фининьо, Сенников, Зуаги (Гуренко, 46), Кочиш (Смольников, 72), Драман (Билялетдинов, 46), Асатиани (Спахич, 72), Камболов, Минченков. · «Севилья»: Варас, Скиллачи (Конко, 75), Адриану (Хесус Навас, 55), Мареска, Коне (Ренату, 62), Москейра, Прието, Капель, Чевантон, Ромарик (Руис, 85), Креспо. · Камболов (43'), Спахич (76') — Креспо (73'). |             |     |                                                                |                                                            |